# エドガー・ジョーンズ (映画監督)
エドガー・ジョーンズ（Edgar Jones, 1874年6月17日 - 1958年2月7日）は、アメリカ合衆国の映画監督、俳優、映画プロデューサーである。

## 人物・来歴
1874年（明治7年）6月17日、イギリスの首都ロンドンに生まれる。
満37歳のときの1912年（明治45年）、ルービン・マニュファクチャリング・カンパニー（ルービン・スタジオ）に入社、クララ・ウィリアムスを相手役に短篇の西部劇 Over the Divide に主演したのが、記録に残る最初の映画出演である。以降、同社が量産する短篇映画に多く主演、監督はフランシス・J・グランドン、相手役はほとんどがクララ・ウィリアムスであった。
1913年（大正2年）、エリナー・ブランチャードを主演に迎え、The Man of Him を監督して監督業に進出、続けてクララ・ウィリアムスを相手役に自ら主演した A Waif of the Desert を監督する。1915年（大正4年）まで自作自演の量産を続け、同年、コロンビア ピクチャーズに移籍、 An Enemy to Society 以降、監督業に専念する。
1918年（大正7年）、ユニヴァーサル・フィルム・マニュファクチュアリング・カンパニー（現在のユニバーサル・ピクチャーズ）に移籍、ルイズ・ラヴリーを主演に The Girl Who Wouldn't Quit を監督、同年、同社の子会社・ブルーバード映画でもルイズ・ラヴリーを主演に A Rich Man's Darling を監督したが、多くの作品が日本公開されたブルーバード映画のなかの数少ない日本未公開作である。同年、俳優デビュー作を撮ったフランシス・J・グランドン監督の Wild Honey に出演して、俳優業に復帰した。
1921年（大正10年）からは、自らが主演・監督・プロデュースし、相手役の女優には決まってエドナ・メイ・スパールを配した短篇映画を量産するが、翌1922年（大正11年）の同様の作品 Lonesome Corners を最後に作品の記録が途絶える。allmovieの記述によれば映画界から引退したようだとある。
1958年2月7日に死去。

## おもなフィルモグラフィ
- Over the Divide : 監督不明、脚本フランシス・J・グランドン、共演クララ・ウィリアムス、1912年 - 主演
- The Sheriff's Daughter : 監督不明、共演クララ・ウィリアムス、1912年 - 主演・役 The Detective
- A Western Courtship : 監督不明、共演クララ・ウィリアムス、1912年 - 出演
- The Divine Solution : 監督フランシス・J・グランドン、共演クララ・ウィリアムス、1912年 - 出演・役 Manuel Garcia
- The Two Gun Sermon : 監督フランシス・J・グランドン、共演クララ・ウィリアムス、1912年 - 出演・役 The Minister
- The Minister and the Outlaw : 監督不明、共演クララ・ウィリアムス、1912年 - 出演
- The Deputy's Peril : 監督不明、共演クララ・ウィリアムス、1912年 - 出演
- The New Ranch Foreman : 監督フランシス・J・グランドン、共演クララ・ウィリアムス、1912年 - 出演
- The Bank Cashier : 監督フランシス・J・グランドン、共演クララ・ウィリアムス、1912年 - 出演
- A Trustee of the Law : 監督フランシス・J・グランドン、共演クララ・ウィリアムス、1912年 - 出演・役 Bob, the Sheriff
- The Renegades : 監督不明、共演クララ・ウィリアムス、1912年 - 出演
- The Physician of Silver Gulch : 監督フランシス・J・グランドン、共演クララ・ウィリアムス、1912年 - 出演
- Red Saunders' Sacrifice : 監督不明、共演クララ・ウィリアムス、1912年 - 出演・役 Red Saunders
- In the Service of the State : 監督フランシス・J・グランドン、共演クララ・ウィリアムス、1912年 - 出演・役 Joseph
- Parson James : 監督不明、共演クララ・ウィリアムス、1912年 - 出演・役 Parson James
- The Sheriff's Mistake : 監督フランシス・J・グランドン、共演クララ・ウィリアムス、1912年 - 出演
- A Fugitive from Justice : 監督不明、共演クララ・ウィリアムス、1912年 - 出演
- The Surgeon : 監督フランシス・J・グランドン、共演クララ・ウィリアムス、1912年 - 出演
- Ranch Mates : 監督フランシス・J・グランドン、共演クララ・ウィリアムス、1912年 - 出演
- Struggle of Hearts : 監督不明、共演クララ・ウィリアムス、1912年 - 出演・役 John Carnes - an escaped convict
- A Lucky Fall : 監督フランシス・J・グランドン、共演クララ・ウィリアムス、1912年 - 出演・役 Jack Hollingsworth
- Bar K Foreman : 監督フランシス・J・グランドン、共演クララ・ウィリアムス、1912年 - 出演・役 Gale Harding - Bar K Foreman
- The End of the Feud : 監督不明、共演クララ・ウィリアムス、1912年 - 出演・役 Jim Blake
- The Love Token : 監督不明、共演クララ・ウィリアムス、1913年 - 出演
- The Girl and the Gambler : 監督フランシス・J・グランドン、共演クララ・ウィリアムス、1913年 - 出演
- The Girl of the Sunset Pass : 監督不明、共演クララ・ウィリアムス、1913年 - 出演・役 Jack
- The Engraver : 監督不明、共演エドナ・ペイン、1913年 - 出演
- The Teacher at Rockville : 監督フランシス・J・グランドン、共演クララ・ウィリアムス、1913年 - 出演
- On the Mountain Ranch : 監督フランシス・J・グランドン、共演クララ・ウィリアムス、1913年 - 出演
- Greed for Gold : 監督フランシス・J・グランドン、共演クララ・ウィリアムス、1913年 - 出演
- The Evil One : 監督フランシス・J・グランドン、共演クララ・ウィリアムス、1913年 - 出演
- The Right Road : 監督フランシス・J・グランドン、共演クララ・ウィリアムス、1913年 - 出演
- The Girl Back East : 監督フランシス・J・グランドン、共演クララ・ウィリアムス、1913年 - 出演
- The Paymaster : 監督不明、共演クララ・ウィリアムス、1913年 - 出演
- Lone Dog, the Faithful : 監督フランシス・J・グランドン、共演クララ・ウィリアムス、1913年 - 出演
- Papita's Destiny : 監督フランシス・J・グランドン、共演クララ・ウィリアムス、1913年 - 出演
- His Redemption : 監督フランシス・J・グランドン、共演クララ・ウィリアムス、1913年 - 出演・役 Cole
- The Love Test : 監督フランシス・J・グランドン、共演クララ・ウィリアムス、1913年 - 出演
- Her Only Boy : 監督フランシス・J・グランドン、共演クララ・ウィリアムス、1913年 - 出演・役 The Wayward Son
- Breed of the North : 監督不明、1913年 - 出演
- The Man of Him : 主演エリナー・ブランチャード、1913年 - 監督（初監督作）
- A Waif of the Desert : 共演クララ・ウィリアムス、1913年 - 監督・主演
- Before the Last Leaves Fall : 主演不明、1913年 - 監督
- An Enemy's Aid : 監督不明、1913年 - 出演
- The Battle of Shiloh : 監督ジョセフ・W・スマイリー、1913年 - 出演・役 Capt. Cook
- Nothing to Be Done : 主演シャーロット・ランバート、1914年 - 監督
- Between Two Fires  : 主演不明、1914年 - 監督
- The Inscription : 主演ジェームズ・デイリー、1914年 - 監督・出演
- Treasures on Earth : 主演ジーン・アーマー、1914年 - 監督・出演
- The Vagaries of Fate : 監督不明、共演ルイズ・ハッフ、1914年 - 主演・役 District Attorney
- Fitzhugh's Ride : 主演ルイズ・ハッフ、1914年 - 監督・出演
- The Reward : 監督不明、共演ルイズ・ハッフ、1914年 - 出演
- In the Gambler's Web : 主演ルイズ・ハッフ、1914年 - 監督・出演
- A Deal in Real Estate : 監督不明、共演ルイズ・ハッフ、1914年 - 出演
- The Weaker Brother : 主演不明、1914年 - 監督
- Love's Long Lane : 主演ルイズ・ハッフ、1914年 - 監督・出演
- A Country Girl : 主演ルイズ・ハッフ、1914年 - 監督・出演
- The Struggle Everlasting : 主演不明、1914年 - 監督
- The Aggressor : 共演ルイズ・ハッフ、1914年 - 監督・主演
- The Greater Love : 主演不明、1914年 - 監督
- The Girl at the Lock : 主演ルイズ・ハッフ、1914年 - 監督・出演
- The Mountain Law : 監督不明、共演ジェームズ・デイリー、1914年 - 出演
- In the Hills of Kentucky : 主演ギルバート・イーライ、1914年 - 監督・出演
- Stonewall Jackson's Way : 共演ルイズ・ハッフ、1914年 - 監督・主演
- The Making of Him : 監督ジョージ・ターウィリガー、1914年 - 出演
- On Moonshine Mountain : 監督不明、共演ルイズ・ハッフ、1914年 - 出演
- The Intriguers : 監督ジョセフ・W・スマイリー、共演フローレンス・ハケット、1914年 - 出演
- The Shanghaied Baby : 監督ジョージ・ターウィリガー、1915年 - 出演
- The Nameless Fear : 主演ジェームズ・デイリー、1915年 - 監督・出演
- The Trapper's Revenge : 監督ロメイン・フィールディング、1915年 - 出演
- The Little Detective : 監督不明、主演マーガレット・ドーソン、1915年 - 出演
- The Winthrop Diamonds : 主演ウィリアム・カー、1915年 - 監督・出演
- Men of the Mountains : 主演ジャスティナ・ハッフ、1915年 - 監督・出演
- The Stroke of Fate : 監督ジョセフ・W・スマイリー、共演ルイズ・ハッフ、1915年 - 出演・役 Richard Dare
- A Prince of Peace : 共演ジャスティナ・ハッフ、1915年 - 監督・主演・役 Lite Allen
- Indiscretion : 主演ルイズ・ハッフ、1915年 - 監督・出演・役 Jerome Howard
- A Romance of the Navy : 監督ジョージ・ターウィリガー、1915年 - 出演
- The Spy's Sister : 監督エドワード・スローマン、共演ジャスティナ・ハッフ、1915年 - 主演・役 A Northern Officer
- Who Bears Malice : 共演ジャスティナ・ハッフ、1915年 - 監督・主演
- On Bitter Creek : 共演ジャスティナ・ハッフ、1915年 - 監督・主演・役 Clay Yancy
- 『森林生活』 Courage and the Man : 共演ジャスティナ・ハッフ、1915年 - 監督・主演・役 The Crippled Young Physician
- The Beast : 主演ギルバート・イーライ、1915年 - 監督・出演
- The Gold in the Crock : 主演ジョージ・ゴーワン、1915年 - 監督・出演
- Under the Fiddler's Elm : 主演ジョージ・クラーク、1915年 - 監督・出演
- Where the Road Divided : 主演ジョージ・ゴーワン、1915年 - 監督・出演
- An Enemy to Society : 主演ハミルトン・レヴェル、1915年 - 監督
- The Woman Pays : 主演ジョン・ボワーズ、1915年 - 監督
- The Turmoil : 主演ヴァリ・ヴァリ、1916年 - 監督
- Dimples : 主演メアリー・マイルス・ミンター、1916年 - 監督
- Lovely Mary : 主演メアリー・マイルス・ミンター、1916年 - 監督
- The Half Million Bribe : 主演ハミルトン・レヴェル、1916年 - 監督
- Mentioned in Confidence : 主演ヴォラ・ヴェイル、1917年 - 監督
- The Girl Angle : 主演アニタ・キング、1917年 - 監督
- The Lady in the Library : 主演ヴォラ・ヴェイル、1917年 - 監督
- Zollenstein : 主演ヴォラ・ヴェイル、1917年 - 監督
- The Girl Who Wouldn't Quit : 主演ルイズ・ラヴリー、1918年 - 監督
- A Rich Man's Darling : 主演ルイズ・ラヴリー、1918年 - 監督
- Wild Honey : 監督フランシス・J・グランドン、1918年 - 出演・役 Dick Hadding
- Border River : 主演イヴリン・ブレント、1919年 - プロデューサー・監督・出演・役 Lieut. Dave Blunt
- The Last Outlaw : 監督ジャック・フォード、1919年 - 主演・役 Bud Coburn
- One Against Many : 主演アニタ・キング、1919年 - 監督
- When Quackel Did Hide : 監督チャールズ・グラムリッチ、1920年 - 出演
- The Big Punch : 監督ジャック・フォード、1921年 - 出演・役 The Sheriff
- Two-Fisted Judge : 共演エドナ・メイ・スパール、1921年 - プロデューサー・監督・主演
- Single-Handed Sam : 監督不明、共演エドナ・メイ・スパール、1921年 - 主演
- Caught in the Rapids : 監督不明、共演エドナ・メイ・スパール、1921年 - 主演
- The Timber Wolves : 共演エドナ・メイ・スパール、1921年 - プロデューサー・監督・主演
- Lochinvar o' the Line : 主演チャールズ・バケット、1921年 - 監督・出演
- Forest Samson : 共演エドナ・メイ・スパール、1921年 - プロデューサー・監督・主演
- The Law of the Woods : 共演エドナ・メイ・スパール、1921年 - プロデューサー・監督・主演
- The Black Ace : 共演エドナ・メイ・スパール、1921年 - プロデューサー・監督・主演
- The V That Vanished : 共演エドナ・メイ・スパール、1921年 - プロデューサー・監督・主演
- The Flaming Trail : 共演エドナ・メイ・スパール、1921年 - 監督・主演
- Cupid, Registered Guide : 共演エドナ・メイ・スパール、1921年 - 監督・主演
- Dangerous Dollars : 共演エドナ・メイ・スパール、1921年 - 監督・主演
- Lonesome Corners : 共演エドナ・メイ・スパール、1922年 - プロデューサー・監督・脚本・主演・役 Grant Hamilton

## 関連事項
- ルービン・スタジオ （en:Lubin Studios）

## 註
1. 1 2 3 4 5 6 7 8 9 10  Edgar Jones, Internet Movie Database （英語）, 2010年5月11日閲覧。
2. ↑  『ブルーバード映画の記録』 : 製作・著・発行山中十志雄・塚田嘉信、1984年4月、p.60-63.
3. ↑  Edgar Jones, allmovie （英語）, 2010年5月11日閲覧。